# Báza (folyó)
A Báza (horvátul Bosut, szerbül Босут / Bosut) folyó Horvátország keleti és Szerbia északnyugati részén.

## Neve
A Báza neve az ókorban „Basuntius” volt, ezen a néven szerepet idősebb Plinius Naturalis Historia című művében. A Tabula Peutingeriana egy római őrállomást „Ad Basante” néven jelöl a folyó mentén. A név hasonlóan a német „Bach”-hoz az indoeurópai „bhog” (patak) főnévből ered.

## Leírása
A Báza Bigy (horvátul Biđ vagy Bič) folyóként ered Szlavónia középső részén, a Dilj-hegység déli lejtőin, Bród (Slavonski Brod) városától északnyugatra. Ezután általánosságban északkelet felé folyik. Nincs mellette nagyobb település, bár néhány nagyobb falu (Donji Andrijevci, Vrpolje és Strizivojna) található a folyó közelében. A Bigy 66 km hosszú. 
Cerna falunál a Bigy délről befogadja a Berava folyócskát. A Berava Nagykopanicától (Velika Kopanica) délre ered, majd kelet felé kanyarog Gundinci és Babagerenda (Babina Greda) közelében. Ezután Gradistye (Gradište) közelében Cernától délre északra fordul. A Bigy a Beravával való egyesülése után már Bázaként (Bosut) ismert. Innen északra fordulva a folyó a Nyugat-Szerémségbe ér. Andriasevce (Andrijaševci) és Rokovce (Rokovci) falvak után eljut folyásának legnagyobb településéhez, Vinkovce (Vinkovci) városához. Innen a folyó délkelet felé fordul. Ez az az irány, amelyet a továbbiakban követni fog, kivéve egy nagy U-kanyart Vinkovcétól délre. Kunjevci, Csótnémeti (Nijemci), Szentlőrincváralja (Podgrađe), Halápfalva (Apševci) és Felsőlipóc (Lipovac) mellett halad el, ahol jobbról befogadja a Szpacsva (Spačva) folyót, majd a Horvátországon keresztüli 151 km megtétele után átlépi a szerb határt.

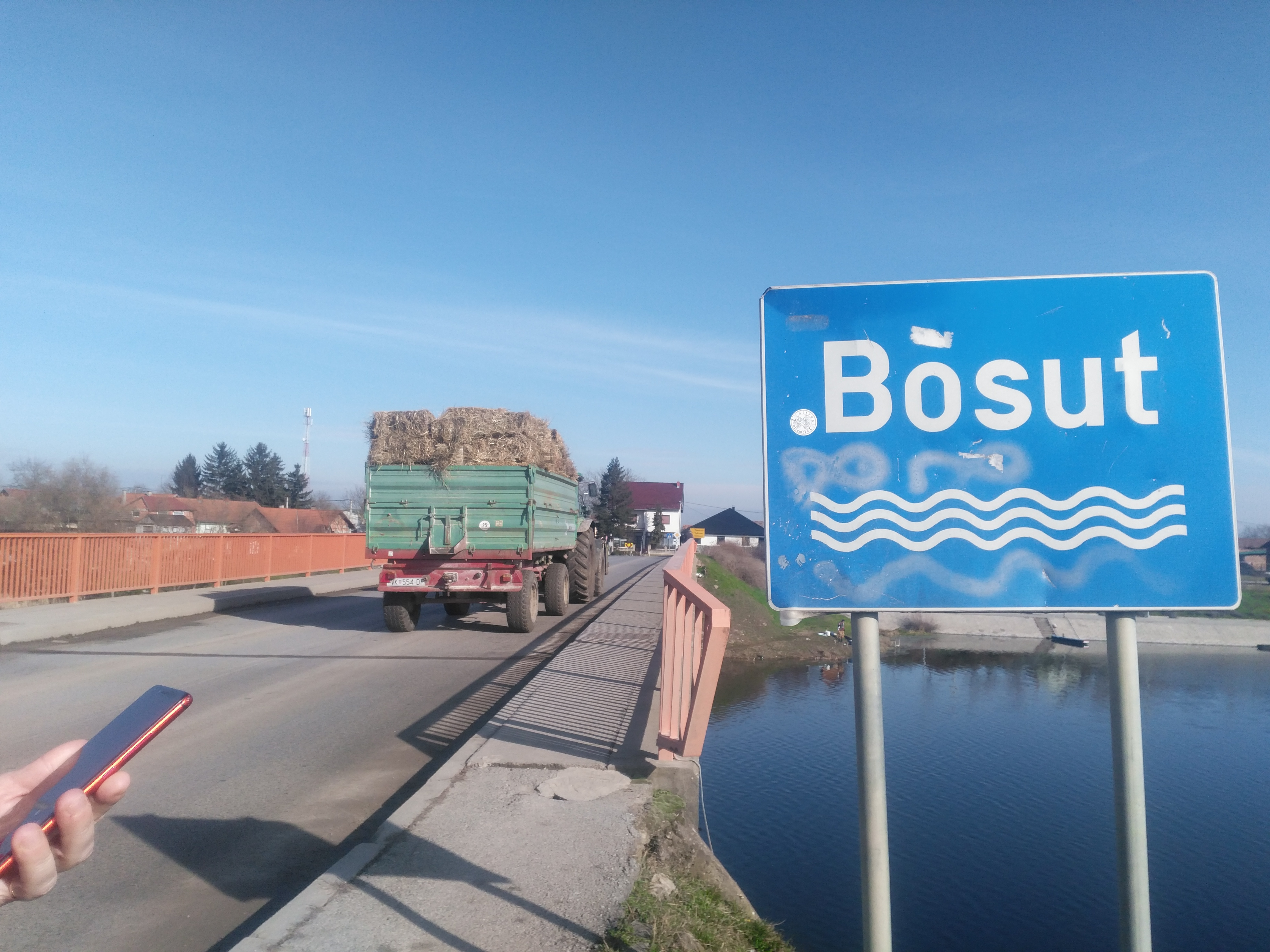
A Báza hídja Csótnémetinél

A Báza Batrovci faluban lép be Szerbiába, és vajdasági tartomány legnyugatibb részén folyik át. Marót (Morović) (ahol jobbról a Sztudva folyót veszi fel) és Görögmező falvakon halad tovább, majd Racsától (Sremska Rača) északra kanyarodik, és a Szerbiában megtett 28 km után a Szávába ömlik Bázatőtől északra. 
A Báza a Fekete-tenger vízgyűjtő területéhez tartozik, saját vízgyűjtő területe 3097 km² (ebből 2572 km² Horvátországban van). Körülbelül 40 km-en kisebb hajók számára hajózható.
A folyó kanyargósnak és rendkívül lassúnak ismert, völgyében nagyon kicsi az esése, Vinkovcétől a torkolatáig kevesebb mint 10 m. Báza arról a jelenségről ismert, hogy néha úgy tűnik mintha visszafelé folyna. Erős szél esetén ugyanis folyása úgy lelassul, hogy a megfigyelőben ilyen érzetet kelt.
A Bigy-Báza egész völgye valójában a Száva ősi medre. Horvátországban és Szerbiában is a legnagyobb párolgású régióként ismert. Alsó szakaszán a Báza erdős területen folyik át. A folyó általánosságban ismert rengeteg haláról.

## Fordítás
Ez a szócikk részben vagy egészben  a   Bosut (river) című angol Wikipédia-szócikk ezen változatának fordításán alapul.  Az eredeti cikk szerkesztőit annak laptörténete sorolja fel. Ez a jelzés csupán a megfogalmazás eredetét és a szerzői jogokat jelzi, nem szolgál a cikkben szereplő információk forrásmegjelöléseként.